# جون براون (سياسي أمريكي، مواليد 1772)
جون براون (بالإنجليزية: John Brown)‏ هو سياسي أمريكي، ولد في 12 أغسطس 1772 في لويستاون في الولايات المتحدة، وتوفي في 12 أكتوبر 1845 في مقاطعة بونكوم في الولايات المتحدة. نشط حزبياً في الحزب الجمهوري الديمقراطي. وقد انتخب عضو مجلس نواب بنسيلفانيا وانتخب عضو مجلس النواب الأمريكي عن دائرة Pennsylvania's 12th congressional district ‏ (4 مارس 1823 – 3 مارس 1825).